# Rytidosperma pumilum
Rytidosperma pumilum là một loài thực vật có hoa trong họ Hòa thảo. Loài này được (Kirk) Connor & Edgar miêu tả khoa học đầu tiên năm 1987.